# Tick Tick Boom
Tick Tick Boom è un singolo pubblicato nel 2007 dal gruppo musicale rock svedese The Hives quale primo brano estratto dal loro quarto album discografico in studio The Black and White Album.
Il brano è stato scritto da Randy Fitzsimmons.

## Video
Il video musicale del brano, diretto da Kalle Haglund, è ambientato al museo Liljevalchs konsthall di Stoccolma e vede i componenti della band trasformati in statue giganti.

## Tracce
CD
1. Tick Tick Boom
2. Waits Too Long

CD (versione europea)
1. Tick Tick Boom
2. Waits Too Long
3. Fall is Just Something Grownups Invented